# Billbrookkanal
El Billbrookkanal o Canal de Billbrook és un canal navegable al port d'Hamburg que comença al canal de Tiefstack s'acaba en atzucac al carrer Liebigstraße a l'estat d'Hamburg.
El canal és navegable, però la seva funció principal és el desguàs del terra que es troba a antigues prats molls del barri de Billbrook. Tot i trobar-se al mig d'un polígon industrial, poques fàbriques encara l'utilitzen per al transport de primeres matèries o de mercaderies.

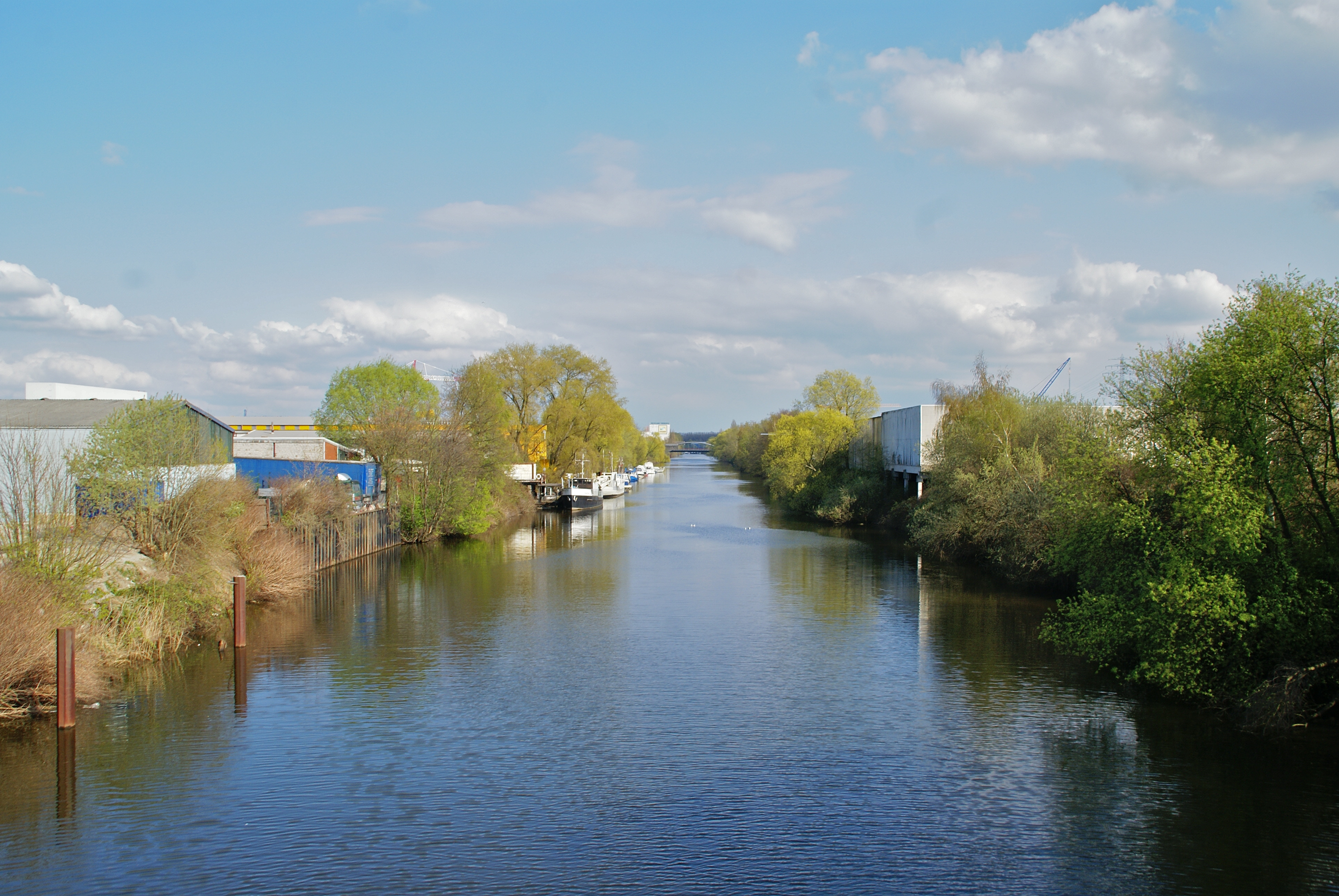
Des del pont Wöhler en direcció est
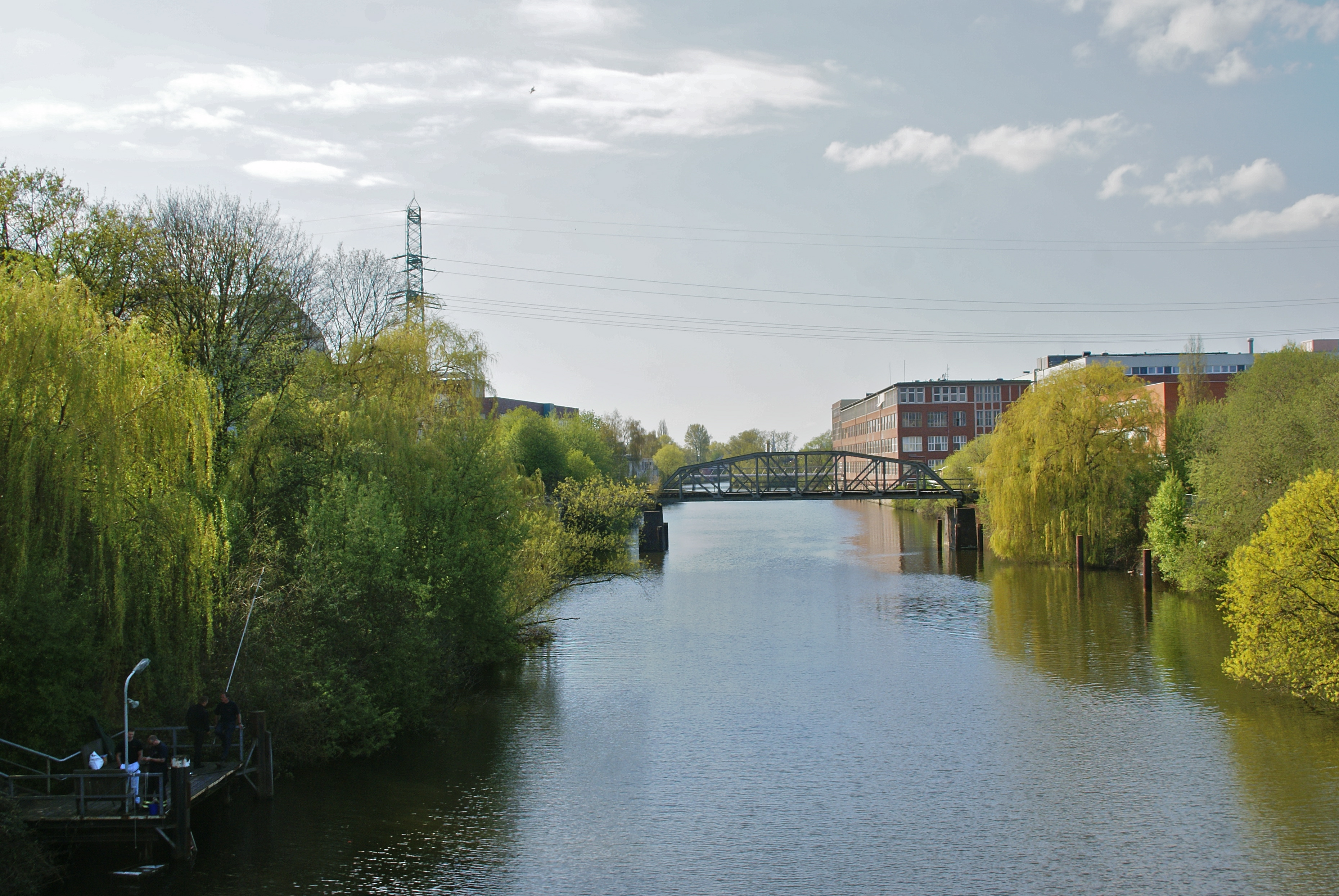
Pont del ferrocarril del port, des del pont del carrer Wöhler en direcció oest
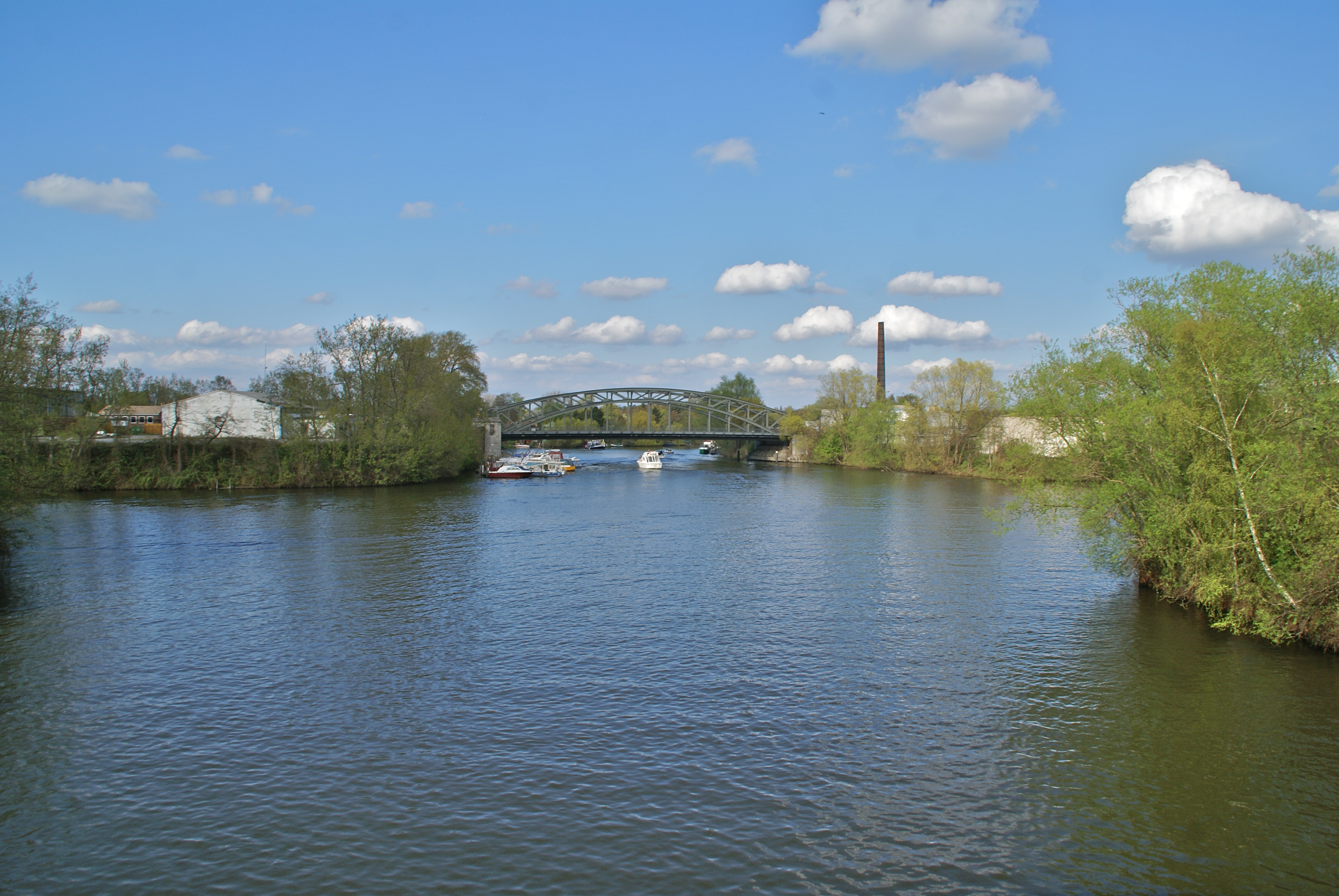
Encreuament dels canals de Billbrook, de Tiefstack i de Billekanal

## Connecta amb
- Canal de Tiefstack
- Billekanal